# Pygarctia roseicapitis
Pygarctia roseicapitis là một loài bướm đêm thuộc phân họ Arctiinae, họ Erebidae.